# Vladimir Maximov
Vladimir Salmanovich Maximov, más conocido como Vladimir Maximov (Kant, 14 de octubre de 1945) fue un jugador de balonmano soviético que jugó de lateral. Fue un habitual con la Selección de balonmano de Unión Soviética.
Con la selección ganó la medalla de oro en los Juegos Olímpicos de Montreal 1976 y la medalla de plata en el Campeonato Mundial de Balonmano Masculino de 1978.
Después de su retirada como jugador ejerció como entrenador de la Selección de balonmano de Rusia con la que ganó el Campeonato Europeo de Balonmano Masculino de 1996, el Campeonato Mundial de Balonmano Masculino de 1993, el Campeonato Mundial de Balonmano Masculino de 1997 y el oro en los Juegos Olímpicos de Sídney 2000.
También entrenó al Chejovskie Medvedi, con el que logró grandes triunfos.

## Palmarés
- Liga de balonmano de la Unión Soviética (3): 1972, 1974, 1975
- Copa de balonmano de la Unión Soviética (1): 1977
- Liga de Campeones de la EHF (1): 1973